# Aberratylus aberrantis
Aberratylus aberrantis is een vlokreeftensoort uit de familie van de Atylidae. De wetenschappelijke naam van de soort werd in 1962 voor het eerst geldig gepubliceerd door J. L. Barnard.